# El Gráfico (El Salvador)
El Gráfico ist eine Sportzeitung in El Salvador und die erste ihrer Art in Zentralamerika, die im Broadsheet-Format herausgegeben wurde.
El Gráfico erscheint täglich als Morgenausgabe in spanischer Sprache und berichtet über nationale und internationale Sportarten. Der Sitz der Zeitung ist in Antiguo Cuscatlán.
Der Name El Gráfico geht zurück auf die Zeitung, die von Pepe und José Roberto Dutriz 1939 gegründet wurde. Die heutige Sportzeitung erschien erstmals 2004 und hat heute eine Auflage von rund 50.000 Exemplaren täglich. Sie wird in ganz El Salvador vertrieben. Die Redaktion besteht aus rund 20 hauptberuflichen Redakteuren und sechs Sportfotografen. Chefredakteur ist Daniel Herrera.